# Сансон, Борис
Борис Сансон (фр. Boris Sanson; род. 7 декабря 1980, Бордо) — французский фехтовальщик, олимпийский чемпион и чемпион мира в командном первенстве по фехтованию на саблях.
В 2008 году на Олимпийских играх Борис Сансон в составе сборной Франции (вместе с Жюльеном Пийе и Николя Лопесом) стал олимпийским чемпионом.

## Спортивные достижения

### Командное первенство
Летние Олимпийские игры:
- Чемпион (1): 2008.

Чемпионат мира по фехтованию:
- Чемпион (1): 2006.
- Серебряный призёр (1): 2007.
- Бронзовый призёр (1): 2005.